# Пердікка III
Пердікка III (грец. Περδίκκας Γ΄; д/н — 359 до н. е.) — цар Македонії в 369—359 роках до н. е.

## Життєпис
Походив з династії Аргеадів. Другий син Амінта III від його другої дружини Еврідіки I. Замолоду здобув гарну освіту під орудою філософа Євфрея Гістейського, учня Платона. 370 року до н. е. після смерті батька трон успадкував старший брат Александр II. Але того 369 року до н. е. було вбито швагром Птолемеєм Алоритом, який оголосив Пердікку новим царем, а сам став регентом.
У 365 році до н. е. Пердікка III вбив Птолемея Алорита, перебравши повноту влади. Головною турботою стала боротьба проти іллірійських племен. Водночас він налагодив стосунки з Афінами та зберіг мирні відносини із Фівами.
У 360 році до н. е. як теородок (священний посланець) допомагав при проведенні Панеллінських ігор. 359 році до н. е. вимушений був рушити до Елімії, куди вдерся Барділ, цар дарданів. Але у запеклій битві македоняни зазнали поразки, а їх цар загинув. Новим македонським володарем став малолітній син Пердікки III — Амінт IV при регентстві брата загиблого царя Філіппа.